# Niżnije Kunaszy
Niżnije Kunaszy (ros. Нижние Кунаши) – wieś (dieriewnia) w Rosji, w Czuwaszji, w rejonie cywilskim. W 2010 liczyła 183 mieszkańców.